# Egly
Egly – miejscowość i gmina we Francji, w regionie Île-de-France, w departamencie Essonne.
Według danych na rok 1990 gminę zamieszkiwały 4774 osoby, a gęstość zaludnienia wynosiła 1209 osób/km² (wśród 1287 gmin regionu Île-de-France Egly plasuje się na 336. miejscu pod względem liczby ludności, natomiast pod względem powierzchni na miejscu 754.).